# Faust (film 2011)
Faust è un film del 2011 scritto e diretto da Aleksandr Sokurov. Il film - ultimo capitolo di una tetralogia sul potere iniziata con Moloch (1999) e proseguita con Toro (2000) ed Il Sole (2005) - rilegge l'opera del Faust prendendo ispirazione dall'opera omonima di Johann Wolfgang von Goethe.

## Trama
Il dottor Faust è un uomo tormentato che lavora nel suo studio sporco, che somiglia più a una bettola che non a un laboratorio di ricerca scientifica. L'incontro con il demonio, che prende le forme di un vecchio e abominevole usuraio, e il desiderio che nutre di possedere la giovane Margherita, lo porteranno a intraprendere un viaggio attraverso il senso dell'esistenza. Il protagonista diventa così un pensatore e un anarchico, un farabutto e un sognatore che desidera spingersi oltre, anche al di là del concetto stesso di “tentazione”.

## Luoghi
Il film è stato girato principalmente in Repubblica Ceca, nei borghi di Točník, Lipnice nad Sázavou e Ledeč, e nella città di Kutná Hora. Le scene realizzate in studio sono state girate a Praga. Il finale è stato realizzato in Islanda.

## Distribuzione
Premiato con il Leone d'oro dalla giuria della 68ª Mostra internazionale d'arte cinematografica di Venezia, il film è uscito nelle sale italiane a partire dal 26 ottobre 2011.

## Riconoscimenti
- 2011 - Mostra Internazionale d'Arte Cinematografica della Biennale di Venezia
  - Leone d'Oro per il Miglior Film a Aleksandr Sokurov
  - Premio SIGNIS a Aleksandr Sokurov
  - Future Film Festival Digital Award a Aleksandr Sokurov
- 2011 - Satellite Award
  - Nomination Miglior film straniero a Aleksandr Sokurov
  - Nomination Migliore fotografia a Bruno Delbonnel
  - Nomination Migliore scenografia a Jirí Trier e Elena Žukova
  - Nomination Migliori costumi a Lidija Krjukova
- 2012 - European Film Awards
  - Nomination Migliore fotografia a Bruno Delbonnel
  - Nomination Migliore scenografia a Elena Žukova
- 2012 - Russian Guild of Film Critics Awards
  - Miglior film a Aleksandr Sokurov e Andrej Sigle
  - Miglior regia a Aleksandr Sokurov
  - Miglior attore non protagonista a Anton Adasinskij
  - Migliore sceneggiatura a Jurij Arabov
  - Nomination Migliore fotografia a Bruno Delbonnel
  - Nomination Migliore scenografia a Elena Žukova
  - Nomination Migliore colonna sonora a Andrej Sigle
- 2012 - New Faces Awards
  - Nomination Miglior attrice a Izol'da Djušauk
- 2011 - London Film Festival
  - Nomination Miglior film a Aleksandr Sokurov
- 2011 - Gijón International Film Festival
  - Migliore scenografia a Elena Žukova
- 2012 - Nastro d'argento
  - Nomination Migliore film europeo a Aleksandr Sokurov
- 2012 - Premio Italia Sceneggiatura
  - Migliori dieci film a Andrej Sigle
  - Nomination Migliore sceneggiatura non originale a Jurij Arabov